# Freddy Heineken
Alfred Henry "Freddy " Heineken (4 de novembro de 1923 — 3 de janeiro de 2002) foi um empresário holandês proprietário da Heineken International, empresa cervejeira comprada em 1864 por seu avô Gerard Adriaan Heineken, em Amsterdã. Ele foi Presidente do Conselho de Administração e CEO de 1971 até 1989. Após sua aposentadoria como presidente e CEO, Heineken continuou no Conselho de Administração até a sua morte e serviu como Presidente do Conselho Fiscal, de 1989 até 1995. Na época de sua morte foi uma das pessoas mais ricas na Holanda, com um patrimônio líquido de 9,5 bilhões de florins.